# Artan Pali
Artan Pali (18 marzo 1973) è un ex calciatore albanese, di ruolo difensore.